# Bolitoglossa psephena
Bolitoglossa psephena é uma espécie de anfíbio caudado da família Plethodontidae. Está presente na Guatemala. A UICN classificou-a como em perigo de extinção.